# Ramón Corral Verdugo
Pour les articles homonymes, voir Corral (homonymie) et Verdugo.
Ramón Corral Verdugo (10 janvier 1854, Álamos Sonora - 10 novembre 1912, Paris) est un homme politique mexicain et il fut Vice-président du Mexique avec le Président José de la Cruz Porfirio Díaz Mori.